# Andrea Saemann
Andrea Saemann (* 12. März 1962 in Wilmington, Delaware, USA) ist eine Schweizer Performance- und Konzeptkünstlerin und Performanceorganisatorin, die sich für Architekturen von Bezügen, Sprache und Kommunikation interessiert. Sie arbeitete seit 2011 mit am Schweizer Performance Preis und koordinierte den Anlass bis 2017, hat die Plattform für Texte über Performance ApresPerf ins Leben gerufen und ist Gründungsmitglied des PANCH – Performance Art Network CH. Sie organisiert aktuell das Festival International Performance Art Giswil. Im Sommer 2022 kuratierten Muda Mathis, Chris Regn, Andrea Saemann und Lena Eriksson die Ausstellung Bang Bang – Translokale Performance Geschichten im Museum Tinguely.

## Leben
Andrea Saemann kam nach der frühesten Jugend in den USA mit ihren Eltern und zwei Schwestern nach Basel. Sie absolvierte den gestalterischen Vorkurs an der Kunstgewerbeschule in Bern 1981–1982 und studierte von 1982 bis 1985 Architektur an der ETH Zürich. Die folgenden zwei Jahre verbrachte sie in Paris im LEM (laboratoire et études du mouvement) an der École internationale de théâtre Jacques Lecoq und fünf weitere Jahre in Hamburg an der Hochschule für bildende Künste bei Marina Abramovic und B. J. Blume (Teil des Künstlerduos Anna und Bernhard Blume), um Performance zu studieren und in freier Kunst zu diplomieren. Sie reiste nach Asien und Südafrika und begann Performance zu unterrichten und als Multiplikatorin zu arbeiten. Nach einer Thailandreise ging sie zurück nach Basel und installierte dort zusammen mit Pascale Grau Performance-Präsentationen im Kunstraum Kaskadenkondensator und arbeitete als Archivarin bei den Architekten Herzog & de Meuron. Sie organisierte zusammen mit Lena Eriksson ein Gästeatelier und war Teil eines Künstlerinnenwohnprojektes die Lodge, beides im Werkraum Warteck pp in Basel und ist Teil der Genossenschaft Amerbach Studios, eines Projekts für Künstlerinnen.

## Arbeitsweise/Werk
Saemann arbeitet als Performerin, räumlich und narrativ, mit Stockungen und Differenzen zwischen Sprache, Bild, Wahrnehmung, Erinnerung und Übersetzung. Sie interessiert sich für die Organisation von Erinnerung und die Verortung und Kontextualisierung von Ereignissen. Verena Kuni schrieb 2007 im Schweizer Kunstbulletin unter dem Titel «Eine Saga von realer Gegenwart» über Andrea Saemann: 
«Andrea Saemann betreibt Performance-Forschung mit künstlerischen Mitteln. Ihre Performances, in denen sie Wiederaufführungen und Variationen historischer Arbeiten mit neuen Elementen kombiniert, verbinden Vergegenwärtigung, Reflexion und Revision – und erschließen auf diese Weise weiterführende Perspektiven. Unter dem Arbeitstitel Generation Gap begann sie 2002 eine forschende Auseinandersetzung mit den Performances einiger Künstlerinnen jener Generation von Pionierinnen, die zweifelsohne Geschichte geschrieben haben – während ihr Werk allenfalls in Form von mehr oder weniger rudimentären Dokumentationen erhalten ist. … Gemeinsam mit ihrer Hamburger Kollegin Chris Regn nahm sie Kontakt zu den Künstlerinnen auf, deren Performances sie im Rahmen des Projekts bearbeiten wollte, um sie in Video-Interviews zu befragen und sich so eine neue Grundlage zu schaffen. … Die künstlerisch-performative Rekonstruktion einer historischen Performance – das Re-Enactment, also die Wiederaufführung – war dabei lediglich ein erster Schritt, den es dann zudem immer wieder neu in Angriff zu nehmen galt. Denn schon in dieser ersten Phase war es Saemann wichtig, Reflexionsebenen einzubeziehen: Einerseits, um ihre eigene Auffassung zu hinterfragen und für neue Perspektiven zu öffnen; zudem auch mit Blick auf eine Geschichte, die immer schon fragmentarisch ist, nach einer vielstimmigen Erzählung verlangt. So bat sie befreundete Künstler aus ihrem Netzwerk, ebenfalls Partituren für ihre Re-Enactments zu entwerfen.»
Die Kunstwissenschaftlerin Sabine Gebhardt Fink schrieb 2016 über Andrea Saemann im Auftrag des schweizerischen Institutes für Kulturwissenschaft: 
«Wechselnde Kollaborationen und zugleich das Insistieren auf einer eigenständigen performativen Arbeit sind für Andrea Saemann zentral. Ihre kuratorische Arbeit und das Schaffen ‹konzeptueller Rahmungen› für andere Performerinnen – etwa in der Arbeit Tskaltubo Hot Pots in Georgien (2016) –, kann als ‹Salonology› bezeichnet werden; Konvivialität, Austausch und nicht-hierarchische Diskurse spielen dabei eine zentrale Rolle.»

## Auszeichnungen
- 1999: Basler Künstlerstipendium, Kunstkredit Basel-Stadt
- 2000: Otzenrath Stipendium
- 2002: Förderung Forschungsprojekt «generation gap», zusammen mit Chris Regn, Performance-Wettbewerb des Kunstkredits Basel-Stadt
- 2005: Werkbeitrag, Kunstkredit Basel-Stadt
- 2007: Förderung Performance Saga, freie Kunstprojekte, Kunstkredit Basel-Stadt, zusammen mit Katrin Grögel
- 2018: Atelierstipendium URRA Buenos Aires, Atelier mondial[10]
- 2019: Performancepreis Schweiz / Publikumspreis[11]: Manifesto Reflex Collective, mit Monika Dillier, Iris Ganz, Sibylle Hauert, Lysann König, Fränzi Madörin, Muda Mathis, Dorothea Mildenberger, Sarah Elena Müller, Barbara Naegelin, Chris Regn, Dorothea Schürch, Sus Zwick.

## Kuratorien
- 1997–1999: Koordination im Kunstraum Kaskadenkondensator, Basel, Schweiz
- 1999: Kongress für künstlerische Strategien, Vorträge, Gespräche und Bankett im Sudhaus Warteck Basel, kuratiert und organisiert mit dem ersten Manifest grosser und angesehener Künstlerinnen, mit Monika Dillier, Lisa Fuchs, Pascale Grau, Muda Mathis, Barbara Naegelin, Sus Zwick, Basel, Schweiz[12]
- 2001: Helle Nächte, ein Projekt der Kunstvereine Binningen, Bottmingen und Reinach, kuratiert und organisiert zusammen mit Annina Zimmermann, Basel-Stadt, Baselland, Schweiz[13]
- 2003: Generation Gap, Andrea Saemann, Transeuropa Festival Hildesheim, Deutschland[14]
- 2004: Kunstraum Lodypop mit Lena Eriksson, Basel, Schweiz
- 2007: purity & danger, ein grosses, öffentliches Bad auf dem Münsterplatz, Kunstaktion gemeinsam mit Tischgesprächen zu Rotrausch, dem Fest der Kulturen vom Museum der Kulturen, Basel, Schweiz[15]
- 2008: the road to Nieu Bethesda, ein Symposium mit Kunstschaffenden aus der Schweiz und Südafrika, gemeinsam initiiert und organisiert mit Monika Dillier
- 2008: Performance Saga Festival – Bern, gemeinsam mit Katrin Grögel in Kooperation mit Bone: Norbert Klassen und Peter Zumstein, Schlachthaus Theater, Bern, Schweiz[16]
- 2009: Performance Saga Festival – Basel, gemeinsam mit Katrin Grögel, Radio X, Voltahalle, Ausstellungsraum Klingental, Kaskadenkondensator und öffentlicher Raum Basel, Schweiz[17]
- 2009: Performance Saga Festival – Lausanne, gemeinsam mit Katrin Grögel in Kooperation mit dem théâtre de l’Arsenic, Lausanne, Schweiz[18]
- 2011: Festival lo que lleva el viento I, kuratiert und organisiert gemeinsam mit Katrin Grögel und Simone Rüssli in Kooperation mit dem Verein Las Conejeras, Performancefestival in Arrecife, Lanzarote, Spanien
- 2013: Festival lo que lleva el viento II, kuratiert und organisiert gemeinsam mit Simone Rüssli in Kooperation mit dem Verein Las Conejeras, Performancefestival in Arrecife, Lanzarote, Spanien[19]
- 2011–2017: Koordination Performance Preis Schweiz[1]
- seit 2014: Plattform für Texte über Performance ApresPerf[2] mit Dorothea Schürch
- seit 2014: Festival International Performance Art Giswil[4], Schweiz
- 2014: Hecht an der Grenze, mit Cécile Hummel und Dagmar Reichert, Haus Hecht, Waaghaus, Bodman Literaturhaus, Gottlieben, Schweiz
- 2015 die Stein ins Rollen bringen, Marathonlesung von «The Making of Americans» von Gertrude Stein, organisiert und konzipiert mit Marcel Schwald, in Koproduktion mit Kaserne im Exil und der Ateliergemeinschaft VIA, Basel, Schweiz
- 2016: Hot Pots – situationsspezifische Langzeitperformance, kuratiert von Jennifer Mira Ackermann, Monika Dillier, Andrea Saemann, Artas Foundation, Tskaltubo Sanatorium, Georgien
- 2018: PANCH Performance Photography, Gruppenausstellung, kuratiert von Markus Goessi, Eliane Rutishauser, Yolanda E. Natsch, Andrea Saemann, mit 80 Kunstschaffenden als Special Guest an der Liste Art Fair, Basel, Schweiz
- 2018: Doce en Diciembre, URRA, PROA 21[20], Buenos Aires, Argentinien[21]
- 2022: Bang Bang – translokale Performancegeschichten im Museum Tinguely in Basel, mit Lena Eriksson, Muda Mathis, Chris Regn

## Performances und Installationen
- 2024: performative Release  Scissor*hood mit Les Reines Prochaines im öffentlichen Raum Basel[22]
- 2024: Together Elsewhere 34: Terese Longva and Andrea Saemann (2024-06-30 online Performance)[23]

- 2023: Doce em Diciembre – Brazil Edition, Casa Franca – Brasil, Rio de Janeiro[24]

- 2023: Performance Festival, The world is more complicated than our truths about it, Mazovian Museum Płocku, Polen[25]
- 2022/23: Das Projekt Erstes Manifest grosser und angesehener Künstlerinnen war im Rahmen der Ausstellung Fun Feminism täglich vom 16ten Dezember 2022 bis 19ten März 2023 zwischen 18 und 20 Uhr auf dem Lichtfries des Neubaus des Kunstmuseum Basel zu sehen.[26]
- 2022: Freckly Night bei Bang Bang – translokale Performancegeschichten im Museum Tinguely in Basel[27]
- 2022: Frauen, Körper, Pornographie – Das individuelle Gedächtnis mit kollektiver Energie laden, mit Beiträgen von Monika Dillier und Anna B. Wiesendanger, Performances von Chris Regn, Chris Hunter und Andrea Saemann, kuratiert von Wanda Seiler, Ausstellungsraum Amerbach Studios, Basel[28]
- 2021: Doce en Diecembre – Basel Edition, teilnehmende Künstlerinnen Südamerika: Luján Funes, Buenos Aires, Argentina, Paola Junqueira, São Paulo, Brasil, Maja Lascano, Buenos Aires, Argentina, Belén Romero Gunset, Tucumán, Argentina, Jazmín Saidman, Buenos Aires, Argentina, teilnehmende Künstlerinnen Schweiz: Monika Dillier, Basel, Gisela Hochuli, Bern, Barbara Naegelin, Basel, Chris Regn, Basel/Hamburg, Dorothea Rust, Zürich, Andrea Saemann, Kaskadenkondensator Basel[29][30]
- 2021: Let’s Consider Burma. Andrea Saemann/ChrisRegn, 10th Land Art Festival / Off Land Festival, Kazimirsk Polen[31]
- 2019: Führung durch die Ausstellung von Andrea Saemann, Performance, Eile mit Weile – Zeit für Performance, AKKU, Luzern, Emmenbrücke, Schweiz[32]
- 2019: Swiss Performance Art Medley, mit Chris Regn, Konteksty, The 9th International Festival of Ephemeral Art Contexts, Sokolowsko, Polen[33]
- 2019: Perf en Bref – Interviewprojekt und Performance, Far Festival, Nyon, Schweiz[34]
- 2019: shift the manifesto, mit Manifesto Reflex Collective, Performancepreis Schweiz, Aarau[35]
- 2019: Übergabe Werkzeichnis, Forschungsfenster mit Andrea Saemann und Dorothea Schürch, Kaskadenkondensator Basel, Schweiz[36]
- 2018: Baila en 9 pasos, Performance, Zonas Reflejas, exposición, Mónica Giron, mit Antonio Panno, Barro – Arte Contemporáneo, La Boca, Buenos Aires, Argentinien[37]
- 2018:Prometheus – Moving performance to text. Moving text to performance, mit Nugzar Medzmariashvili, Winter Garden, National Scientific Library, Tbilisi, Georgien
- 2018: per Anhalter, Performance, flach gepfeffert, eine Ausstellung von Tina Z’Rotz, Lex Vögtli, Ausstellungsraum Klingental, Basel, Schweiz[38]
- 2018: Performance Art Roll On – An Approach to Gaps in the Exhibition «Performance Process» at Museum Tinguely, Publikation, Symposium im Museum Tinguely
- 2017: Akuttexte zu Sympodium, Performance am trans-local Sympodium «What’s Wrong with Performance Art?», Corner College, Zürich
- 2017: übers Kuratieren – ein saisonales Kunstlied, Chris Regn kuratiert Andrea Saemann, PPP Progr, Bern, Schweiz[39]
- 2017: Kino Stella, Performance, LEGS Basel, Ausstellungsraum Klingental, Basel, Schweiz[40]
- 2017: Introducing the Figure of Spectatorship, Performance, Akuttexte mit Jakub Kisiel und Chris Regn, Piotrków Trybunalski/Polen, Interakcje Performance Festival
- 2017: Instant Camera in Forest, mit Anna Ostaszewska, Present, Brzeźnie – Gdańsk, Polen
- 2017: I want to get a tattoo out of this experience, Performance mit Julim Rosa, Antonio Panno, Fränzi Madörin, ¿Qién está dónde?, Villa Renata, Basel, Schweiz
- 2017: Ist er ein Innerschweizer?, Performance mit Lorenz Wiederkehr, LEGS Zentralschweiz, Turbine Giswil
- 2016: Akuttext zu Legs Zürich und Performance «Legs Zürich», Corner College, Zürich[41]
- 2016: Der Schemel, Performance, Das Ungefähr, Tskaltubo Hot Pots, Kaskadenkondensator Basel
- 2016: Hot Pots – situationsspezifische Langzeitperformance, Jennifer Mira Ackermann, Lukas Acton, Nicole Boillat, Monika Dillier, Lisa Fuchs, Ina Hess, Gisela Hochuli, Judith Huber, Jana Kischkat, Fränzi Madörin, Ruth Marx, Muda Mathis, Barbara Naegelin, Chris Regn, Andrea Saemann, Marcel Schwald, Inga Shalvashvili, Sus Zwick & Ia Akhvlediani, Iago Akhvlediani, Otar Akhvlediani, Neli Akhvlediani, Marina Asatiani, Gia Bakradze, Teo Bandzeladze, Adeliko Chakvetadze, Gulnazi Chanturaia, Nunu Chorgoliani, Daria Chorgoliani, Julieta Chorgoliani, Tsitso Tskhvaradze, Nino Gabidzashvili, Nora Kakulia, Nana Kharchilava, Naira Kirtadze, Lili Kopaliani, Gulveri Sulaberidze, Dali Tutitcani, Nino Meshveliani, Marta, Kotiko Meshveliani, Guliko Kurashvili, Marika Goderidze, Sopio Kutateladze, Übersetzung: Diana Murashko, Irakli Kuchava, Kristi Kutateladze, Khatia Jishkariani, Nini Tskhakaia, Artas Foundation, Tskaltubo Sanatorium, Georgien, April und Mai 2016[42]
- 2016: Null Komma, Performance mit Dorothea Rust, Rümelinsplatz, Basel, Must or Not, Kaskadenkondensator
- 2015: Synchronism, Performance, mit Ewjenia Tsanana, Frappant Galerie, Hamburg/D
- 2015: ApresPerf.ch, performative Projektpräsentation mit Dorothea Schürch bei «die Sprache möchte sprechen», Act, HGK FHNW Basel[2]
- 2015: la Vie en Rosa Lu, Performance mit Chris Regn, Aubette, Strasbourg
- 2015: Spoken Doc, Performance mit Chris Regn, Kaskadenkondensator Basel
- 2014: Bericht vom Konzil, Performance mit Carmen Blanco Prinicipal, .perf, piano nobile, Genf
- 2014: 140 Kilo Lebendgewicht, Performance, Der Elefant ist da – ein Hörspaziergang, Helvetiaplatz, Bern
- 2014: Wachtsumsökonomien oder: eine Esche geht, Performance, Performance-Reihe Neu-Oerlikon, Oerliker Park
- 2014: Gasthof zum Wilden Mann, Performance, Disparat, KunstRaum Goethestrasse xtd., Linz/A
- 2014: Gottlieber Revue, mit Evi, Nic & C. Chris Regn, Evi Wiemer, Karin Kröll, Katharina Friese, Muda Mathis, Sus Zwick, Michèle Fuchs, Fränzi Madörin, Sibylle Hauert, David Kerman, Dorothea Schürch, Bärbel Schwarz, Bena Zemp, Martin Chramosta, Franziska Welti, Christoph Oertli[43]
- 2014: von Emanuel (in der Handschrift von Clärle), Performance, Hecht an der Grenze, Bodman Literaturhaus, Gottlieben
- 2013: red thread (III), Performance, Dimanche Rouge, Culture Factory Polymer, Tallinn; EMMA Espoo, Museum of Modern Art, Helsinki; Galleria Augusta, Helsinki, Estonia-Finland-France
- 2013: Bericht vom Konzil, Performance mit Chris Regn, ACT Jubiläum, Kaserne Basel
- 2013: Konzil, Interviewmarathon mit Chris Regn, VIA Studio, Amerbachstrasse
- 2013: red thread (II), Performance, mit Dagmar Reichert, Katrin Grögel, Locus Metropol, Kaskadenkondensator Basel
- 2012: red thread, Performance, beim Festival lo que lleva el viento II, mit Dorothea Schürch, Carmen Blanco Principal, Katrin Grögel, lo que lleva el viento II, Arrecife, Lanzarote/E
- 2012: Verena / Monika, Performance dank Verena Thürkauf & Monika Dillier, Per se / Augenlieder, Kunstmuseum Olten, WARC Gallery, Fado Performance Event, Toronto/CA, RIAP – Rencontre Internationale, ale d'Art Performance Québec City/CA
- 2012: Learning Trio A – inspired by Yvonne Rainer, Performance, Dorothea Rust, Christoph Oertli, Ein Haus ist ein Haus ist ein Haus, Gruppenausstellung, Villa Renata, Basel
- 2012: Palmherz – Performance für Lisa Jenny, Kaskadenkondensator Basel
- 2012: Einfach Sagen, theatrale Performance, Performance Saga Performances mit Chris Regn, Martina Gmür, Christoph Oertli, Muda Mathis, Barni Palm (Musik), Tina Z’Rotz (Objekte), Anke Zimmermann (Dramaturgie), Dominik Keller, Claudia Oetterli (Licht), Sus Zwick (Technik), Sile Bergmann (Videodokumentation), Kaserne Basel[44][45]
- 2011: Beige Quelle, Ausstellung, Salons, Performance, Performance Saga Performances mit Martina Gmür und Chris Regn, Kaskadenkondensator, Basel[46]
- 2010: Beige Quelle, Performance mit Chris Regn, Fabrik Culture, Hegenheim/F
- 2010: kollaborative Performances, beim euro latin performance project, Performances mit Kunstschaffenden aus Europa und Südamerika, kuratiert von Harm Lux im Kaskadenkondensator Basel, Walcheturm Zürich, Freies Museum Berlin/D
- 2010: Landvermessen – Performances im freien Feld. Barbara Sturm, Gisela Hochuli, Boris Nieslony, Boedi S.Otong, Sandra Johnston, Judith Röthlisberger, Monica Klingler, Saskia Edens, Schwarzwaldalp, Meiringen/BE
- 2010: Aufstand, Performance, Festival Hochformat, Kaskadenkondensator, Basel
- 2010: Trunk Talk. Performance, Installation, URRA, Buenos Aires/Argentinien
- 2010: Aufstand. Performance, URRA-group exhibition, Galerie del Infinito, Buenos Aires/Argentinien
- 2009: Transformidable Wolken ziehn. Performance mit Chris Regn, bei Die schwitzende Löwin, mit Les Reines Prochaines und Gästen, Wildwuchsfestival Kaserne Basel
- 2009: das ABC der Basler Performancekunst, Performance, Performance Chronik Basel von 1970 bis heute, Kunsthalle, Basel
- 2009/11: representing presence – Performance dank Joan Jonas. Performance Saga Performances, Kartause Ittingen, telling tales, Theaterhaus Gessnerallee Zürich, B.A.D. Stichting Rotterdam/NL,La Muga Caula, 5a Trobada de poesia d’accio i performance, Les Escaules, Spanien, 2011, Espace Piano Nobile au Batiment d’Art Contemporain, Genève
- 2009: Springboksong. bei The Road to Nieu Bethesda – Projektpräsentation, mit Chris Regn, Progr Bern, Kunsthaus Basel-Land Muttenz, Kunstraum Walcheturm Zürich
- 2009: Angel M – Performance dank Ulrike Rosenbach. Performance Saga Performances, re.act feminism – performancekunst der 1960er & 1970er jahre bis heute, Akademie der Künste, Berlin
- 2008: diese Diminutivchen. Performance, «Offene Worte – Zur Aktualisierung von Iris von Rotens Frauen im Laufgitter», Imprimerie, Basel
- 2008: Damensattel. Installation und Seele, Sex und Wetterfühligkeit. Performance, bei Glücksmaschine – eine Gruppenausstellung im Selbstversuch, Gruppenausstellung Tischgespräche: Iris Beatrice Baumann, Monika Dillier, Martina Gmür, Fränzi Madörin, Muda Mathis, Barbara Naegelin, Chris Regn, Andrea Saemann, Maria Magdalena Z’Graggen und Sus Zwick, Ausstellungsraum Klingental, Basel
- 2007: The Great Songbook Of Inspired Clouds. Les Reines Prochaines u. a., Kaserne Basel
- 2007: Fingsten. Performance, Gare du Nord, Basel
- 2007/08: Füür für Monika – Performance dank Monika Günther Performance Saga Performances, 6th International Performance Art, Turbine Giswil, zeitraumexit, Mannheim, Navinki, Minsk/Weissrussland
- 2007/08: mit Primzahlen – Performance dank Esther Ferrer. Performance Saga Performances, meetings, Kaskadenkondensator, Basel, Theater am Neumarkt, Zürich, Circulo de Bellas Artes, Madrid, Valencia, Arrt d’Accció, contenedores, Sevilla, Undisclosed territory #2, Java, Indonesien
- 2006: When the people ask me, Damensattel, meine Chinesin – Rauminstallation, Tischgespräche: Iris Beatrice Baumann, Monika Dillier, Martina Gmür, Fränzi Madörin, Muda Mathis, Barbara Naegelin, Chris Regn, Andrea Saemann, Maria Magdalena Z’Graggen, Annina Zimmermann, o.T. Raum für aktuelle Kunst, Luzern[47]
- 2005: when the people ask me – Videoinstallation dank Marina Abramovic. Kunsthaus Baselland, Muttenz/Basel, Werkbeiträge, Kunstkredit Kanton Basel-Stadt
- 2005: dies und das und das auch. Wandinstallation, bei Chris Regn Meisterwerke. Lerchenfeld, HfBK Hamburg, Deutschland[48]
- 2005: no projection. Performance mit Lena Eriksson, der längste Tag, Kunsthof, Zürich, Schweiz
- 2004/05/06/07/10: Saemann meets Schneemann – Performance dank Carolee Schneemann. Performance Saga Performances, copy, create, manipulate, [plug.in], Basel, interfiction Kulturbahnhof, Kassel/D, Arsenic, Lausanne, trouble//1, female body, Stadtbad Oderbergerstrasse, Berlin/D, Galerie Wildwechsel, Frankfurt/D, Ausland, Berlin/D, momentum – platform for performance art, Brüssel/B, deSingel, Antwerpen, 2006, Theater am Neumarkt, Zürich 2007, Symposium Pathologische Esthetica IV, thema: Seksualiteit, HAN University Nijmegen/NL 2010
- 2004: lodypop. Performance, mit Lena Eriksson und Marcel Furrer (Musik), I need you, Kunsthaus Pasquart, Biel, Schlachthaus Theater, Bern
- 2004: the creation of stars. Performance dank Emilio Maraini & Valie Export, Instituto Svizzero di Roma, Rom
- 2004: Wärmehaushalt. Rauminstallation, und Ausflug in die Fresken. Performance dank Bruder Klaus, zur Ausstellung von Monika Dillier bin zu dorff gesyn. Galerie Hofmatt, Sarnen
- 2003: reenactment: semiotics of the kitchen. Performance mit Martha Rosler uno vielen Performerinnen, A Short History of Performance – Part II, Whitechapel Art Gallery, London, England[49]
- 2003: …remote…control… – Performance dank Valie Export. Performance Saga Performances, [plug.in], Basel
- 2003: liberty_5 – Performance dank Regula Huegli & Valie Export, Performance Saga Performances, transeuropa 2003, Roemer- und Pelizaeus-Museum, Hildesheim, Performancefestival across the border, Kubus, Hannover, Deutschland
- 2003: Modell Broll. Rauminstallation (Videos, Objekten, Zeichnungen), mit Monika Dillier, Lena Eriksson, Muda Mathis, Chris Regn, Sus Zwick, bei: Eingreifen, Galerie Helga Broll, Thealit und Gesellschaft für aktuelle Kunst, Bremen, Deutschland
- 2002: Schnittstellen. Muda Mathis / Sus Zwick / Andrea Saemann, HyperWerk/FHBB, Plug in, Basel, Schweiz
- 2000/2001: Terminator, Performance, Kino Movie, Basel, Bone Festival: CH-Fokus, Schlachthaus Theater, Bern, Schweiz
- 1999/2000: Performances 1989–1999 (CH) Videoperformance, Dokumentation und Installation, Kunsthaus Baselland, Basler Künstler-Stipendium, Kunstkredit Kanton Basel-Stadt, Eidgenössisches Künstler-Stipendium 2000, Bundesamt für Kultur, Schweiz
- 1999: gerade jetzt. Performance, Festival auf eine Art, KuLe, Berlin, Deutschland
- 1999: Meta – eine Ansicht. Performance, Kunsthalle, Bern, Schweiz
- 1998: Schlüsselreize. Performance, VIM, Verein für improvisierte Musik, Davidsbodeneck, Basel, Schweiz
- 1997/98/99: 3 X 3 (2.  Schritt), Performance, 3 X 3 mit Pascale Grau, Festival For Eyes and Ears, Odense, Dänemark, Centre Civic Can Felipe, Barcelona, Cruce, Arte y pensamiento contemporáneo, Madrid, D! Club, Lausanne, Malmö Kunsthall, Malmö, Schweden, o.T. Raum für aktuelle Kunst, Luzern, Kunstmuseum St. Gallen, Schweiz
- 1995: Haus S(a)egen – eine theatralische Einrichtung. gruppe a.b.: Dorothee Daphi, Pascale Grau, Matthias Moebius, Andrea Saemann, Junge Hunde, Kulturfabrik Kampnagel, Hamburg
- 1993: dressing 1–5. Projekt, gruppe a.b.: Dorothee Daphi, Pascale Grau, Matthias Moebius, Kai Rickert, Andrea Saemann, Junge Hunde, Kulturfabrik Kampnagel, Hamburg
- 1991: Weit West Wild Nah. Projekt, gruppe a.b.: Dorothee Daphi, Pascale Grau, Anke Grot, Matthias Moebius, Andrea Saemann, Völkerkundemuseum Hamburg
- 1989/90/91: Wie eine Frau has a cow… a lovestory. Performance mit Pascale Grau, Künstlerhaus Vorwerkstift und HfbK Hamburg, Kulturbahnhof, Thun, Kino Reithalle, Bern, Kanzlei, Zürich, Belluard-Festival, Fribourg, Thalia Theater, Hamburg, Klasse B. J. Blume, HfbK Hamburg, Kloster Haydau, Morschen[50]

## Videoeditionen / Publikationen / Literatur
- 2002: Helle Nächte. Eine Publikation, herausgegeben zusammen mit Annina Zimmermann, mit Textbeiträgen von Stuart Brisley, Dora Imhof, Philipp Kaiser, Gerhard Mack, Chris Regn, Annette Schindler und Hansmartin Siegrist. Christoph Merian Verlag, Basel 2002, ISBN 3-85616-173-2.
- 2002–2008: Generation Gap. Interviews mit Annie Sprinkle und Elizabeth Stephens, Laurie Anderson, Valie Export, Marina Abramovic, Esther Ferrer, Monika Günther, Joan Jonas, Alison Knowles, Ulrike Rosenbach, Martha Rosler, Carolee Schneemann. Interviewprojekt mit Chris Regn für bildwechsel. Herausgegeben von Andrea Saemann und Katrin Grögel. edition fink, Zürich 2008, ISBN 978-3-03746-120-4.
- 2004: Romano Cuonz: Abenteuer ‹Kunstdiaspora› – Monika Dillier und Andrea Saemann in der ‹Hofmatte›. In: Obwaldner Kantonsblatt. 12. März 2004.
- 2004: Selbst ist die Kunst! Kunstvermittlung in eigener Regie. Kaskadekondensator seit 1994. Publikation herausgegeben mit Pascale Grau und Katrin Grögel; mit Textbeiträgen von Eva Bächtold, Hans-Christian Dany, Lena Eriksson, Pascale Grau, Katrin Grögel, Samuel Herzog, Verena Kuni, Rachel Mader, Sibylle Omlin, Chris Regn, Christine Richard, Andrea Saemann, Clara Saner, Martina Siegwolf, Dorothea Strauss, Annina Zimmermann. edition fink, Zürich 2004, ISBN 3-906086-68-2.
- Alexandra Könz: Die Macht des Erzählens – Narrative Strategien in zeitgenössischer Schweizer Performancekunst: Andrea Saemann, Muda Mathis und Sus Zwick, Yan Duyvendak. Chronos Verlag, Zürich 2015, ISBN 978-3-0340-1278-2.
- Aufzeichnen und Erinnern. Performance Chronik Basel (1987–2006). Diaphanes, Zürich/Berlin 2016, ISBN 978-3-03734-634-1.
- 2018: Performance Art Roll On – An Approach to Gaps in the Exhibition «Performance Process» at Museum Tinguely. Publikation mit PANCH (Digitalisat).
- 2018: PANCH Performance Photography. Katalog zur Gruppenausstellung, kuratiert von Markus Goessi, Eliane Rutishauser, Yolanda E. Natsch, Andrea Saemann; mit 80 Kunstschaffenden als Special Guest an der Liste Art Fair. Kaskadenkondensator, Basel (Digitalisat).